# Bálgiesjávrrie
Bálgiesjávrrie är en sjö i Arvidsjaurs kommun i Lappland och ingår i Byskeälvens huvudavrinningsområde. Sjön har en area på 0,136 kvadratkilometer och ligger 365,1 meter över havet.

## Delavrinningsområde
Bálgiesjávrrie ingår i det delavrinningsområde (728091-166488) som SMHI kallar för Ovan 727937-166640. Medelhöjden är 370 meter över havet och ytan är 4,44 kvadratkilometer. Räknas de 6 avrinningsområdena uppströms in blir den ackumulerade arean 118,05 kvadratkilometer. Kilisån som avvattnar avrinningsområdet har biflödesordning 3, vilket innebär att vattnet flödar genom totalt 3 vattendrag innan det når havet efter 139 kilometer. Avrinningsområdet består mestadels av skog (71 procent). Avrinningsområdet har 0,14 kvadratkilometer vattenytor vilket ger det en sjöprocent på 3,1 procent.